# Glòries (metrostation)
Glòries is een metrostation van de metro van Barcelona, het ligt onder het Plaça de les Glòries Catalanes en wordt aangedaan door metrolijn L1. Het is geopend in 1951 toen lijn 1 werd verlengd vanaf Marina naar Clot. Het heeft ingangen vanaf carrer d'Àlaba en Glòries. Het station wordt op dit moment verbouwd zodat het toegankelijk wordt voor gehandicapten. Het zal in de toekomst aangesloten worden op het nog aan te leggen treinstation op het plein, dat ook door metrolijn L8 zal worden aangedaan.
Voor de Trambesòs is Glòries ook een belangrijk station langs tramlijn T4 en het beginpunt van lijn T5.

## Lijn
- Metro van Barcelona L1

Hospital de Bellvitge · Bellvitge · Av. Carrilet · Rambla Just Oliveras · Can Serra · Florida · Torrassa · Santa Eulàlia · Mercat Nou · Plaça de Sants · Hostafrancs · Espanya · Rocafort · Urgell · Universitat · Catalunya · Urquinaona · Arc de Triomf · Marina · Glòries · Clot · Navas · La Sagrera · Fabra i Puig · Sant Andreu · Torras i Bages · Trinitat Vella · Baró de Viver · Santa Coloma · Fondo